# Estação Porte de Montreuil
Porte de Montreuil é uma estação da Linha 9 do Metrô de Paris, localizada no 20.º arrondissement de Paris.

## História

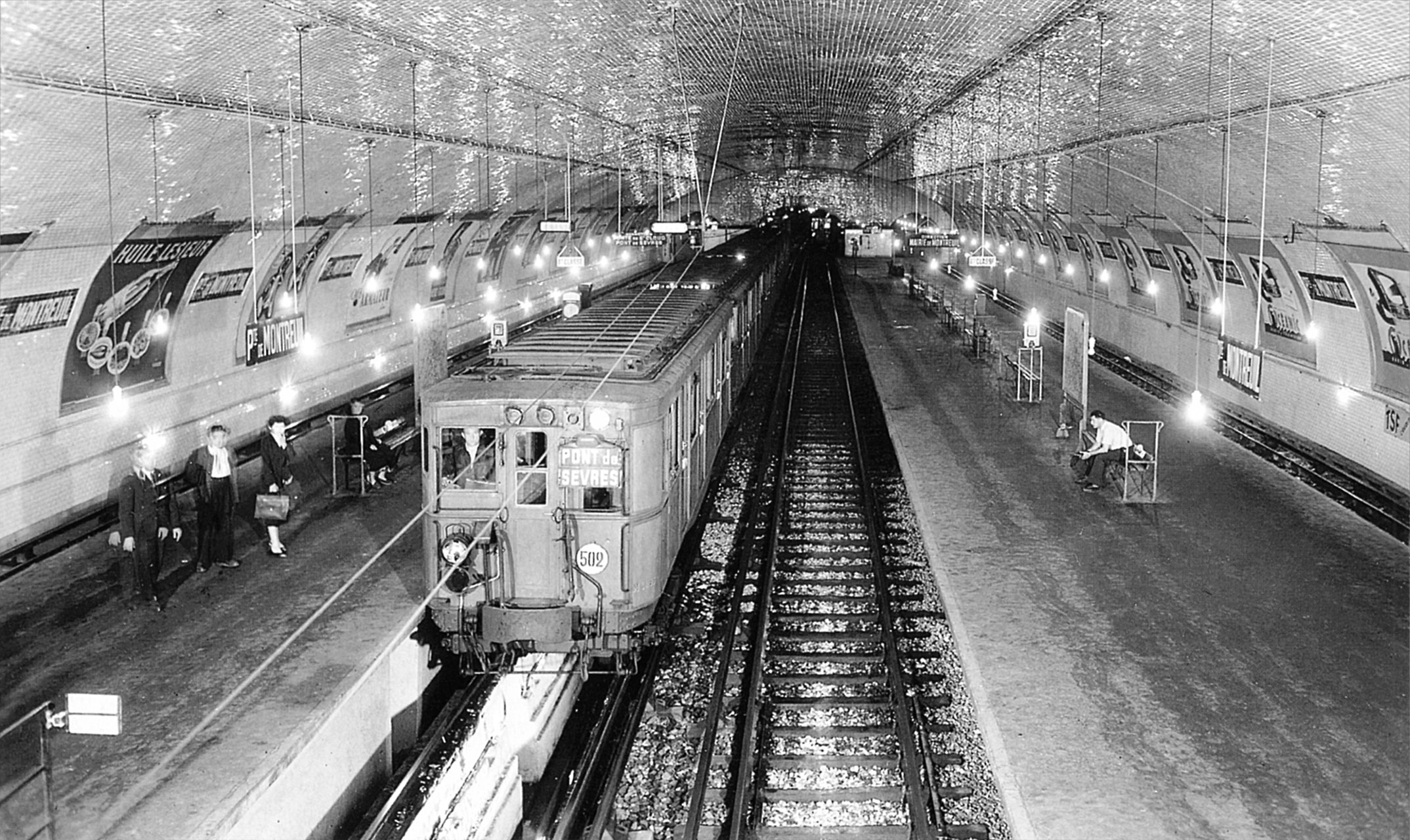
As plataformas durante a década de 1930

A estação foi aberta em 10 de dezembro de 1933, então terminal da linha que ia até Porte de Saint-Cloud.
Um portão das muralhas das fortificações controlava a entrada da estrada departamental número 41 de Paris para Rosny (atual RN 302). Nos glacis dessas fortificações se encontra hoje o Mercado de pulgas de Montreuil.
O número diário de passageiros recebidos se elevou para 11 900 em 2003.
Em 2011, 4 822 893 passageiros entraram nesta estação. Ela viu entrar 4 862 314 passageiros em 2013, o que o coloca na 89ª posição das estações de metrô por sua frequência.

## Serviços aos passageiros

### Acessos
A estação tem dois acessos na avenue de la Porte-de-Montreuil e outros dois no boulevard Davout.

### Plataformas
Devido ao seu antigo status de estação terminal, a estação possui quatro vias e duas plataformas, cada uma das quais é enquadrada por duas vias. A abóbada é elíptica, como na maioria das estações, com a maior abertura do metrô de Paris com 22,5 metros de envergadura. Existe uma ligeira diferença de largura entre as duas plataformas, sendo a na direção de Montreuil a mais ampla. As telhas em cerâmica brancas biseladas recobrem os pés-direitos, a abóbada e os tímpanos. Os quadros publicitários (inutilizados) são brancos e o nome da estação é inscrito na fonte Parisine em placas esmaltadas nos pés-direitos e nos painéis retroiluminados nas plataformas, integrados com estruturas metálicas. As plataformas são equipadas com assentos "Akiko" de cor creme e lâmpadas de alerta e de vigilância azuis embutidas nas borduras.

### Intermodalidade

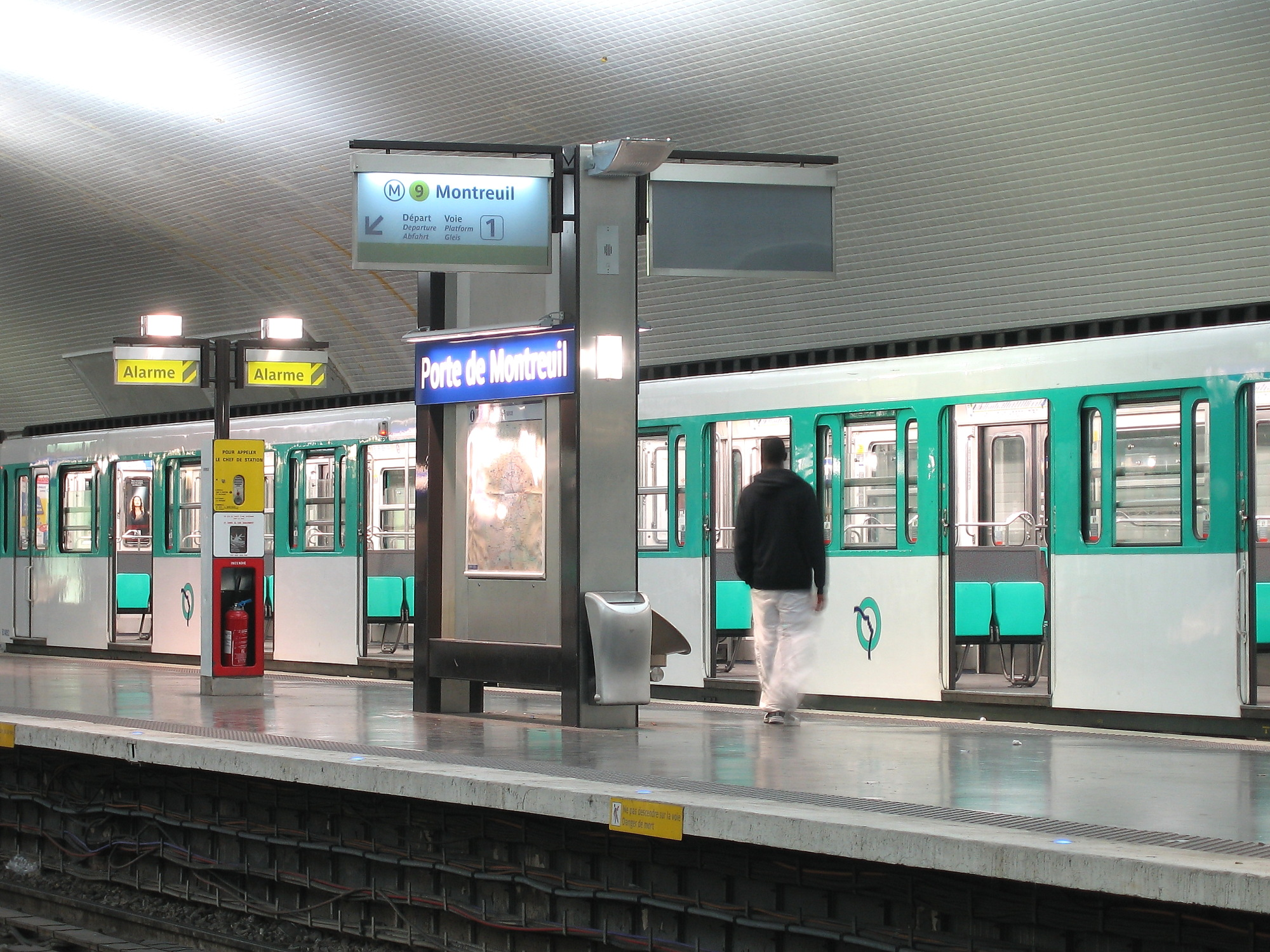
Vista da plataforma com destino a Mairie de Montreuil, com um MF 67 na plataforma.

A estação está em correspondência com a linha de tramway T3b desde 15 de dezembro de 2012, linha que liga a Porte de Vincennes à Porte de La Chapelle através dos boulevards dos Marechais (lado leste). Também é servida pelas linhas 57, 215, 351 e La Traverse de Charonne (501), sendo esta última uma linha urbana que fornece um serviço circular da place Gambetta via parada Pyrénées-Docteur Netter. A Linha 351 é um meio de transporte para o Aeroporto de Roissy Charles de Gaulle servindo a Porte de Montreuil apenas nos finais de semana e feriados.